# 車延命地蔵尊
車延命地蔵尊（くるまえんめいじぞうそん）は、宮城県仙台市宮城野区小田原山本町にある「車延命地蔵尊堂」に安置されている地蔵菩薩像である。古くから「車地蔵さん」と呼ばれ、地域の守り神として崇敬の対象となってきた。

## 歴史
かつて仙台城下の車町（現・仙台市宮城野区）にあった永福山東秀院（寛永2年（1625年）開山、現在は仙台市宮城野区新寺に移転）の境内の小堂に安置されていた。車町は車大工が住んでいた大工町であったことから、地蔵尊は地域の人々の信仰の対象となり、寛永14年（1637年）の東秀院移転後も車町に残った。
宝永5年（1708年）、仙台城下の大火により焼失したが、安政5年（1859年）に地蔵菩薩像と堂が再建された。

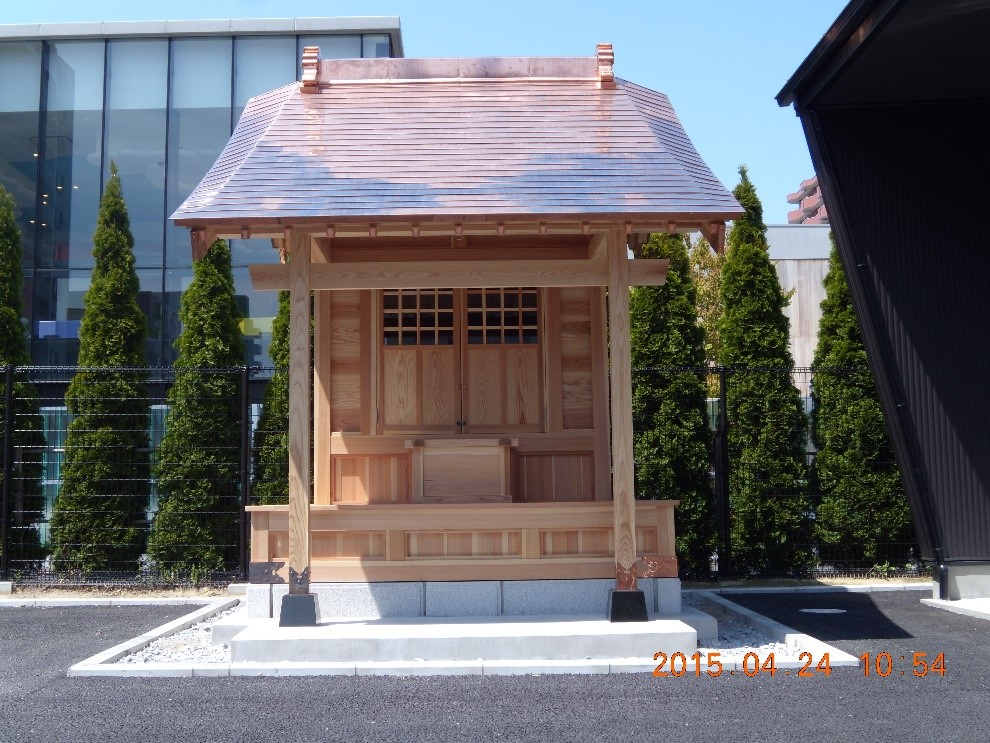
宮城県仙台市宮城野区の車延命地蔵尊堂

堂の土地は長らく私有地となっていたが、昭和63年（1988年）に仙台駅東第二土地区画整理事業が開始され、土地の再編整理に伴って堂が解体されることとなったため、岩手県陸前高田市の長谷山観音寺に仮殿遷宮していた。
平成27年（2015年）5月に、地域住民の交流拠点とした整備された「駅東交流センター」の敷地内に新たに堂が建てられ、正遷宮となった。
現在は、町内会組織である「車町通共栄会」が管理している。

## 祭礼と利益（りやく）
- 毎年5月24日を例祭とし、祭礼が執り行われてきた。現在は「車町通共栄会」が主宰し、東秀院の住職が経を上げている。
- 初詣の参拝者には、甘酒やカップそばを振る舞っている。
- 賽銭箱には、賽銭を入れると鈴の音が鳴る仕掛けがなされている。
- 交通安全、商売繁盛、家内安全、子育て延命などの利益（りやく）があるとされている。